# Taschenberg Ausbau
Taschenberg Ausbau ist ein Wohnplatz im Ortsteil Jagow der amtsfreien Gemeinde Uckerland im Landkreis Uckermark in Brandenburg.

## Geographie
Der Ort liegt zwei Kilometer nordnordwestlich von Taschenberg und Jagow. Die Nachbarorte sind Lindhorst im Norden, Lübbenow im Nordosten, Schindelmühle, Jagow und Taschenberg im Südosten, Uhlenhof im Süden, Dolgen im Südwesten, Zarnkehöfe und Hetzdorf im Westen sowie Kleisthöhe im Nordwesten.